# Mistrovství světa ve fotbale žen 2007
Mistrovství světa ve fotbale žen 2007 bylo páté mistrovství pořádané fotbalovou asociací FIFA. Turnaj hostila Čína, které bylo kvůli epidemii SARS odebráno pořadatelství minulého mistrovství. Vítězem se stala německá ženská fotbalová reprezentace, která tak obhájila titul z minulého ročníku. Turnaj hostilo pět měst Čcheng-tu, Chang-čou, Šanghaj, Tchien-ťin, Wu-chan.

## Kvalifikace
Hlavní článek: Kvalifikace na Mistrovství světa ve fotbale žen 2007
| - Afrika (CAF) - Nigérie - Ghana - Asie (AFC) - Austrálie - Severní Korea - Japonsko (vítěz mezikontinentální baráže) - Severní, Střední Amerika a Karibik (CONCACAF) - Kanada - USA - Jižní Amerika (CONMEBOL) - Argentina - Brazílie |  | - Evropa (UEFA) - Norsko - Švédsko - Německo - Dánsko - Anglie - Oceánie (OFC) - Nový Zéland - Hostitel - Čína |

## Stadiony
| Město      | Stadion                        | Kapacita |
| ---------- | ------------------------------ | -------- |
| Tchien-ťin | Tianjin Olympic Centre Stadium | 60 000   |
| Wu-chan    | Wuhan Stadium                  | 55 000   |
| Chang-čou  | Yellow Dragon Stadium          | 51 000   |
| Čcheng-tu  | Chengdu Sports Center          | 40 000   |
| Šanghaj    | Hongkou Stadium                | 34 000   |

## Základní skupiny

### Skupina A
| Tým       | B | Z | V | R | P | VG | IG | +/- |
| --------- | - | - | - | - | - | -- | -- | --- |
| Německo   | 7 | 3 | 2 | 1 | 0 | 13 | 0  | +13 |
| Anglie    | 5 | 3 | 1 | 2 | 0 | 8  | 3  | +5  |
| Japonsko  | 4 | 3 | 1 | 1 | 1 | 3  | 4  | −1  |
| Argentina | 0 | 3 | 0 | 0 | 3 | 1  | 18 | −17 |

| 10. září 2007 20:00 |        |           |                                                                            |
| Německo             | 11:0   | Argentina | Hongkou Stadium, Šanghaj diváci: 28 098 rozhodčí: Tammy Ogston (Australia) |
|                     | Report |           | Hongkou Stadium, Šanghaj diváci: 28 098 rozhodčí: Tammy Ogston (Australia) |

| 11. září 2007 20:00 |        |          |                                                                              |
| Anglie              | 2:2    | Japonsko | Hongkou Stadium, Šanghaj diváci: 27 146 rozhodčí: Kari Seitz (United States) |
|                     | Report |          | Hongkou Stadium, Šanghaj diváci: 27 146 rozhodčí: Kari Seitz (United States) |

| 14. září 2007 17:00 |        |          |                                                                                   |
| Argentina           | 0:1    | Japonsko | Hongkou Stadium, Šanghaj diváci: 27 730 rozhodčí: Dagmar Damková (Czech Republic) |
|                     | Report |          | Hongkou Stadium, Šanghaj diváci: 27 730 rozhodčí: Dagmar Damková (Czech Republic) |

| 14. září 2007 20:00 |        |        |                                                                            |
| Německo             | 0:0    | Anglie | Hongkou Stadium, Šanghaj diváci: 27 730 rozhodčí: Jenny Palmqvist (Sweden) |
|                     | Report |        | Hongkou Stadium, Šanghaj diváci: 27 730 rozhodčí: Jenny Palmqvist (Sweden) |

| 17. září 2007 20:00 |        |        |                                                                                          |
| Argentina           | 1:6    | Anglie | Chengdu Sports Center, Čcheng-tu diváci: 30 730 rozhodčí: Dianne Ferreira-James (Guyana) |
|                     | Report |        | Chengdu Sports Center, Čcheng-tu diváci: 30 730 rozhodčí: Dianne Ferreira-James (Guyana) |

| 17. září 2007 20:00 |        |         |                                                                                     |
| Japonsko            | 0:2    | Německo | Yellow Dragon Stadium, Chang-čou diváci: 39 817 rozhodčí: Adriana Correa (Colombia) |
|                     | Report |         | Yellow Dragon Stadium, Chang-čou diváci: 39 817 rozhodčí: Adriana Correa (Colombia) |

### Skupina B
| Tým           | B | Z | V | R | P | VG | IG | +/- |
| ------------- | - | - | - | - | - | -- | -- | --- |
| USA           | 7 | 3 | 2 | 1 | 0 | 5  | 2  | +3  |
| Severní Korea | 4 | 3 | 1 | 1 | 1 | 5  | 4  | +1  |
| Švédsko       | 4 | 3 | 1 | 1 | 1 | 3  | 4  | −1  |
| Nigérie       | 1 | 3 | 0 | 1 | 2 | 1  | 4  | −3  |

| 11. září 2007 17:00 |        |               |                                                                                         |
| USA                 | 2:2    | Severní Korea | Chengdu Sports Center, Čcheng-tu diváci: 35 100 rozhodčí: Nicole Petignat (Switzerland) |
|                     | Report |               | Chengdu Sports Center, Čcheng-tu diváci: 35 100 rozhodčí: Nicole Petignat (Switzerland) |

| 11. září 2007 20:00 |        |         |                                                                              |
| Švédsko             | 1:1    | Nigérie | Chengdu Sports Center, Čcheng-tu diváci: 21 740 rozhodčí: Niu Huijun (China) |
|                     | Report |         | Chengdu Sports Center, Čcheng-tu diváci: 21 740 rozhodčí: Niu Huijun (China) |

| 14. září 2007 17:00 |        |         |                                                                                  |
| USA                 | 2:0    | Švédsko | Chengdu Sports Center, Čcheng-tu diváci: 35 600 rozhodčí: Gyöngyi Gaál (Hungary) |
|                     | Report |         | Chengdu Sports Center, Čcheng-tu diváci: 35 600 rozhodčí: Gyöngyi Gaál (Hungary) |

| 14. září 2007 20:00 |        |         |                                                                                    |
| Severní Korea       | 2:0    | Nigérie | Chengdu Sports Center, Čcheng-tu diváci: 35 600 rozhodčí: Tammy Ogston (Australia) |
|                     | Report |         | Chengdu Sports Center, Čcheng-tu diváci: 35 600 rozhodčí: Tammy Ogston (Australia) |

| 18. září 2007 20:00 |        |         |                                                                                              |
| Severní Korea       | 1:2    | Švédsko | Tianjin Olympic Centre Stadium, Tchien-ťin diváci: 33 196 rozhodčí: Christine Beck (Germany) |
|                     | Report |         | Tianjin Olympic Centre Stadium, Tchien-ťin diváci: 33 196 rozhodčí: Christine Beck (Germany) |

| 18. září 2007 20:00 |        |     |                                                              |
| Nigérie             | 0:1    | USA | Hongkou Stadium diváci: 26 100 rozhodčí: Mayumi Oiwa (Japan) |
|                     | Report |     | Hongkou Stadium diváci: 26 100 rozhodčí: Mayumi Oiwa (Japan) |

### Skupina C
| Tým       | B | Z | V | R | P | VG | IG | +/- |
| --------- | - | - | - | - | - | -- | -- | --- |
| Norsko    | 7 | 3 | 2 | 1 | 0 | 10 | 4  | +6  |
| Austrálie | 5 | 3 | 1 | 2 | 0 | 7  | 4  | +3  |
| Kanada    | 4 | 3 | 1 | 1 | 1 | 7  | 4  | +3  |
| Ghana     | 0 | 3 | 0 | 0 | 3 | 3  | 15 | −12 |

| 12. září 2007 17:00 |        |       |                                                                                     |
| Austrálie           | 4:1    | Ghana | Yellow Dragon Stadium, Chang-čou diváci: 25 952 rozhodčí: Adriana Correa (Colombia) |
|                     | Report |       | Yellow Dragon Stadium, Chang-čou diváci: 25 952 rozhodčí: Adriana Correa (Colombia) |

| 12. září 2007 20:00 |        |        |                                                                                    |
| Norsko              | 2:1    | Kanada | Yellow Dragon Stadium, Chang-čou diváci: 30 752 rozhodčí: Christine Beck (Germany) |
|                     | Report |        | Yellow Dragon Stadium, Chang-čou diváci: 30 752 rozhodčí: Christine Beck (Germany) |

| 15. září 2007 17:00 |        |       |                                                                                         |
| Kanada              | 4:0    | Ghana | Yellow Dragon Stadium, Chang-čou diváci: 33 835 rozhodčí: Nicole Petignat (Switzerland) |
|                     | Report |       | Yellow Dragon Stadium, Chang-čou diváci: 33 835 rozhodčí: Nicole Petignat (Switzerland) |

| 15. září 2007 20:00 |        |           |                                                                              |
| Norsko              | 1:1    | Austrálie | Yellow Dragon Stadium, Chang-čou diváci: 33 835 rozhodčí: Niu Huijun (China) |
|                     | Report |           | Yellow Dragon Stadium, Chang-čou diváci: 33 835 rozhodčí: Niu Huijun (China) |

| 20. září 2007 17:00 |        |       |                                                                                           |
| Norsko              | 7:2    | Ghana | Yellow Dragon Stadium, Chang-čou diváci: 43 817 rozhodčí: Jennifer Bennet (United States) |
|                     | Report |       | Yellow Dragon Stadium, Chang-čou diváci: 43 817 rozhodčí: Jennifer Bennet (United States) |

| 20. září 2007 17:00 |        |        |                                                                                  |
| Austrálie           | 2:2    | Kanada | Chengdu Sports Center, Čcheng-tu diváci: 29 300 rozhodčí: Gyöngyi Gaál (Hungary) |
|                     | Report |        | Chengdu Sports Center, Čcheng-tu diváci: 29 300 rozhodčí: Gyöngyi Gaál (Hungary) |

### Skupina D
| Tým         | B | Z | V | R | P | VG | IG | +/- |
| ----------- | - | - | - | - | - | -- | -- | --- |
| Brazílie    | 9 | 3 | 3 | 0 | 0 | 10 | 0  | +10 |
| Čína        | 6 | 3 | 2 | 0 | 1 | 5  | 6  | −1  |
| Dánsko      | 3 | 3 | 1 | 0 | 2 | 4  | 4  | 0   |
| Nový Zéland | 0 | 3 | 0 | 0 | 3 | 0  | 9  | −9  |

| 12. září 2007 17:00 |        |             |                                                                              |
| Brazílie            | 5:0    | Nový Zéland | Wuhan Stadium, Wu-chan diváci: 33 500 rozhodčí: Pannipar Kamnueng (Thailand) |
|                     | Report |             | Wuhan Stadium, Wu-chan diváci: 33 500 rozhodčí: Pannipar Kamnueng (Thailand) |

| 12. září 2007 20:00 |        |        |                                                                                |
| Čína                | 3:2    | Dánsko | Wuhan Stadium, Wu-chan diváci: 50 800 rozhodčí: Dianne Ferreira-James (Guyana) |
|                     | Report |        | Wuhan Stadium, Wu-chan diváci: 50 800 rozhodčí: Dianne Ferreira-James (Guyana) |

| 15. září 2007 17:00 |        |             |                                                                     |
| Dánsko              | 2:0    | Nový Zéland | Wuhan Stadium, Wu-chan diváci: 54 000 rozhodčí: Mayumi Oiwa (Japan) |
|                     | Report |             | Wuhan Stadium, Wu-chan diváci: 54 000 rozhodčí: Mayumi Oiwa (Japan) |

| 15. září 2007 20:00 |        |          |                                                                                  |
| Čína                | 0:4    | Brazílie | Wuhan Stadium, Wu-chan diváci: 54 000 rozhodčí: Jennifer Bennett (United States) |
|                     | Report |          | Wuhan Stadium, Wu-chan diváci: 54 000 rozhodčí: Jennifer Bennett (United States) |

| 20. září 2007 20:00 |        |             |                                                                                         |
| Čína                | 2:0    | Nový Zéland | Tianjin Olympic Centre Stadium diváci: 56 208 rozhodčí: Dagmar Damková (Czech Republic) |
|                     | Report |             | Tianjin Olympic Centre Stadium diváci: 56 208 rozhodčí: Dagmar Damková (Czech Republic) |

| 20. září 2007 20:00 |        |        |                                                                                      |
| Brazílie            | 1:0    | Dánsko | Yellow Dragon Stadium, Chang-čou diváci: 43 817 rozhodčí: Kari Seitz (United States) |
|                     | Report |        | Yellow Dragon Stadium, Chang-čou diváci: 43 817 rozhodčí: Kari Seitz (United States) |

## Play off

### Čtvrtfinále
| 22. září 2007 17:00 |        |               |                                                                          |
| Německo             | 3:0    | Severní Korea | Wuhan Stadium, Wu-chan diváci: 37 200 rozhodčí: Tammy Ogston (Australia) |
|                     | Report |               | Wuhan Stadium, Wu-chan diváci: 37 200 rozhodčí: Tammy Ogston (Australia) |

| 22. září 2007 20:00 |        |        |                                                                                              |
| USA                 | 3:0    | Anglie | Tianjin Olympic Centre Stadium, Tchien-ťin diváci: 29 586 rozhodčí: Jenny Palmqvist (Sweden) |
|                     | Report |        | Tianjin Olympic Centre Stadium, Tchien-ťin diváci: 29 586 rozhodčí: Jenny Palmqvist (Sweden) |

| 23. září 2007 17:00 |        |      |                                                                        |
| Norsko              | 1:0    | Čína | Wuhan Stadium, Wu-chan diváci: 52 000 rozhodčí: Gyöngyi Gaál (Hungary) |
|                     | Report |      | Wuhan Stadium, Wu-chan diváci: 52 000 rozhodčí: Gyöngyi Gaál (Hungary) |

| 23. září 2007 20:00 |        |           |                                                                                              |
| Brazílie            | 3:2    | Austrálie | Tianjin Olympic Centre Stadium, Tchien-ťin diváci: 35 061 rozhodčí: Christine Beck (Germany) |
|                     | Report |           | Tianjin Olympic Centre Stadium, Tchien-ťin diváci: 35 061 rozhodčí: Christine Beck (Germany) |

### Semifinále
| 26. září 2007 20:00 |        |        | |
| Německo             | 3:0    | Norsko | Tianjin Olympic Centre Stadium, Tchien-ťin diváci: 53 819 rozhodčí: Dagmar Damková (Czech Republic) |
|                     | Report |        | Tianjin Olympic Centre Stadium, Tchien-ťin diváci: 53 819 rozhodčí: Dagmar Damková (Czech Republic) |

| 27. září 2007 20:00 |        |          |                                                                                         |
| USA                 | 0:4    | Brazílie | Yellow Dragon Stadium, Chang-čou diváci: 47 818 rozhodčí: Nicole Petignat (Switzerland) |
|                     | Report |          | Yellow Dragon Stadium, Chang-čou diváci: 47 818 rozhodčí: Nicole Petignat (Switzerland) |

### O 3. místo
| 30. září 2007 17:00   |        |                                                     |                                                                          |
| Norsko                | 1:4    | USA                                                 | Hongkou Stadium, Šanghaj diváci: 32 068 rozhodčí: Gyöngyi Gaál (Hungary) |
| R. Gulbrandsenová 63' | Report | Wambachová 30', 46' Chalupnyová 58' O'Reillyová 59' | Hongkou Stadium, Šanghaj diváci: 32 068 rozhodčí: Gyöngyi Gaál (Hungary) |

### Finále
| 30. září 2007 20:00         |        |          |                                                                            |
| Německo                     | 2:0    | Brazílie | Hongkou Stadium, Šanghaj diváci: 31 000 rozhodčí: Tammy Ogston (Australia) |
| Prinzová 52' Laudehrová 86' | Report |          | Hongkou Stadium, Šanghaj diváci: 31 000 rozhodčí: Tammy Ogston (Australia) |

## Statistika

### Nejlepší hráčky
| Zlatá kopačka | Zlatý míč | Cena Fair play | Nejlepší brankařka                                            |
| ------------- | --------- | -------------- | ------------------------------------------------------------- |
| Marta         | Marta     | Norsko         | Nadine Angererová (6 záp./540 min. - nedostala ani jeden gól) |

### Nejlepší střelkyně
7 gólů
- Marta

6 gólů
- Ragnhild Gulbrandsenová
- Abby Wambachová

5 gólů
- Birgit Prinzová
- Cristiane

4 góly
- Lisa De Vannaová
- Kelly Smithová
- Renate Lingorová

### Konečné pořadí
1. Německo
2. Brazílie
3. USA
4. Norsko
5. Čína
6. Austrálie
7. Anglie
8. Severní Korea
9. Kanada
10. Japonsko
11. Švédsko
12. Dánsko
13. Nigérie
14. Nový Zéland
15. Ghana
16. Argentina